# Пироговка (Ахтубінський район)
Пироговка  (рос. Пироговка) — село у Ахтубінському районі Астраханської області Російської Федерації.
Населення становить 795 осіб (2017). Входить до складу муніципального утворення Пироговське сільське поселення.

## Історія
Населений пункт розташований на території українського етнічного та культурного краю Жовтий Клин. Від 1975 року належить до Ахтубінського району.
Згідно із законом від 6 серпня 2004 року органом місцевого самоврядування є Пироговське сільське поселення.

## Населення
| 2002 | 2010 | 2012 | 2013 | 2014 | 2015 | 2016 |
| ---- | ---- | ---- | ---- | ---- | ---- | ---- |
| 857  | ↘816 | ↘800 | ↗804 | ↘799 | ↗808 | ↘796 |
| 2017 |      |      |      |      |      |      |
| ↘795 |      |      |      |      |      |      |